# Cc De Schakel

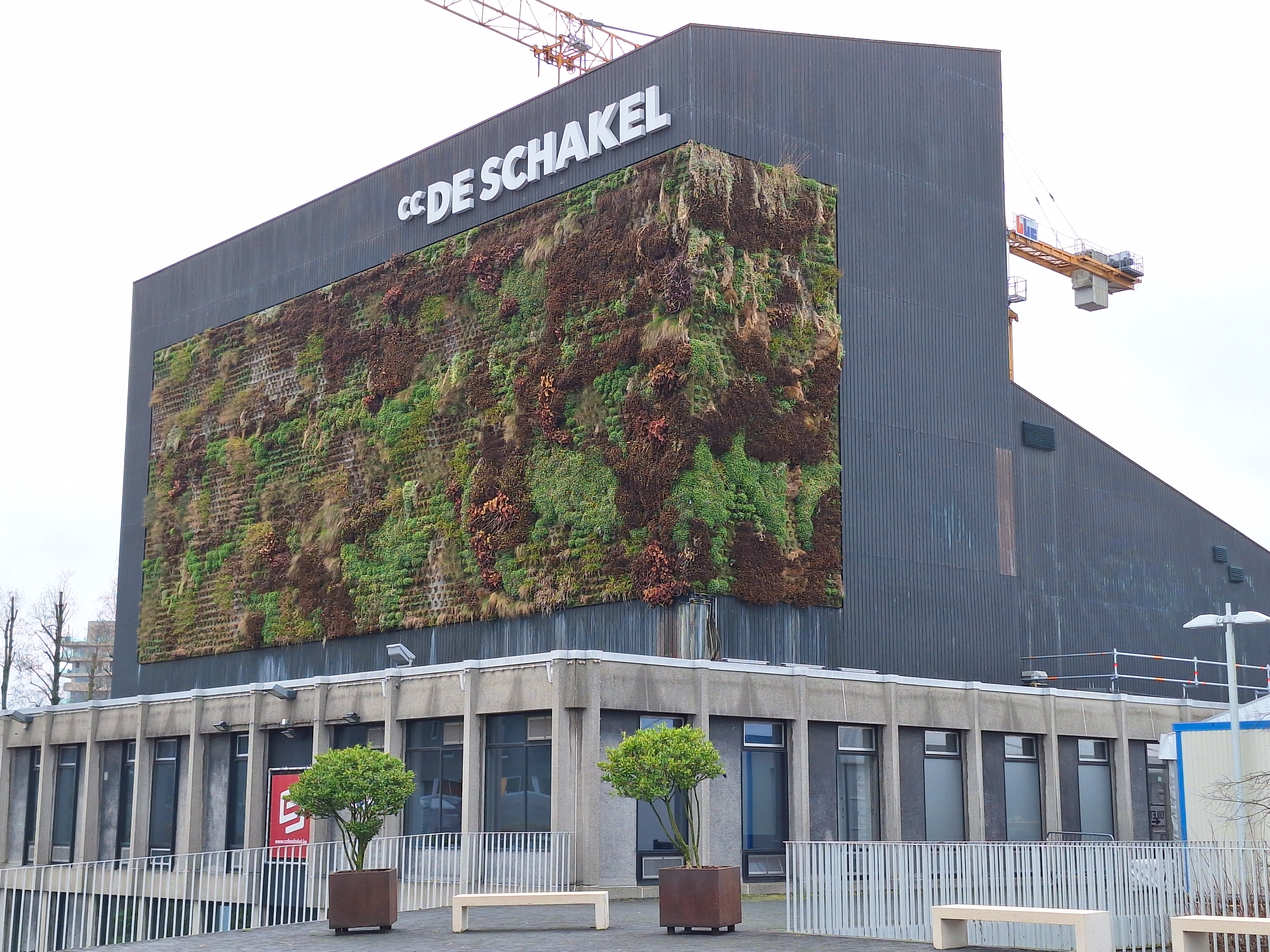
De groene gevel van CC De Schakel

CC De Schakel is het cultuurcentrum van de Belgische stad Waregem, op de grens van de provincies West- en Oost-Vlaanderen. Het cultureel centrum bevindt zich in het centrum van Waregem.
Het is een van de oudste culturele centra van Vlaanderen, samen met cultuurcentra als Cultuurcentrum Westrand (Dilbeek), Cultuurcentrum Ter Dilft (Bornem), Cultuurcentrum De Warande (Turnhout), …

## Geschiedenis - ontstaan
De bouw van het cultuurcentrum maakte deel uit van een stadsproject dat vandaag omschreven zou worden als een project avant la lettre. Het was het startschot van het stadsproject, Het Pand, dat van het ‘landelijke dorp’ (gemeente) Waregem, een stad van regionaal belang zou maken. Eugeen Vanassche, architect uit Brugge, werd in 1962 aangesteld voor de opmaak van een structuurplan.  Later zou Vanassche ook het ontwerp voor het cultuurcentrum uitwerken.
Naar aanleiding van een studie door de Studiegroep voor Kultuurbevordering (onder leiding van Prof. Dr. Frans Van Mechelen) kon Waregem zowel op federaal als op provinciaal niveau beroep doen op subsidies die tot 80% van de totale bouwkosten zou dekken. 60% van de subsidies waren afkomstig van het Ministerie van Cultuur. 20% kwam van de provincie.

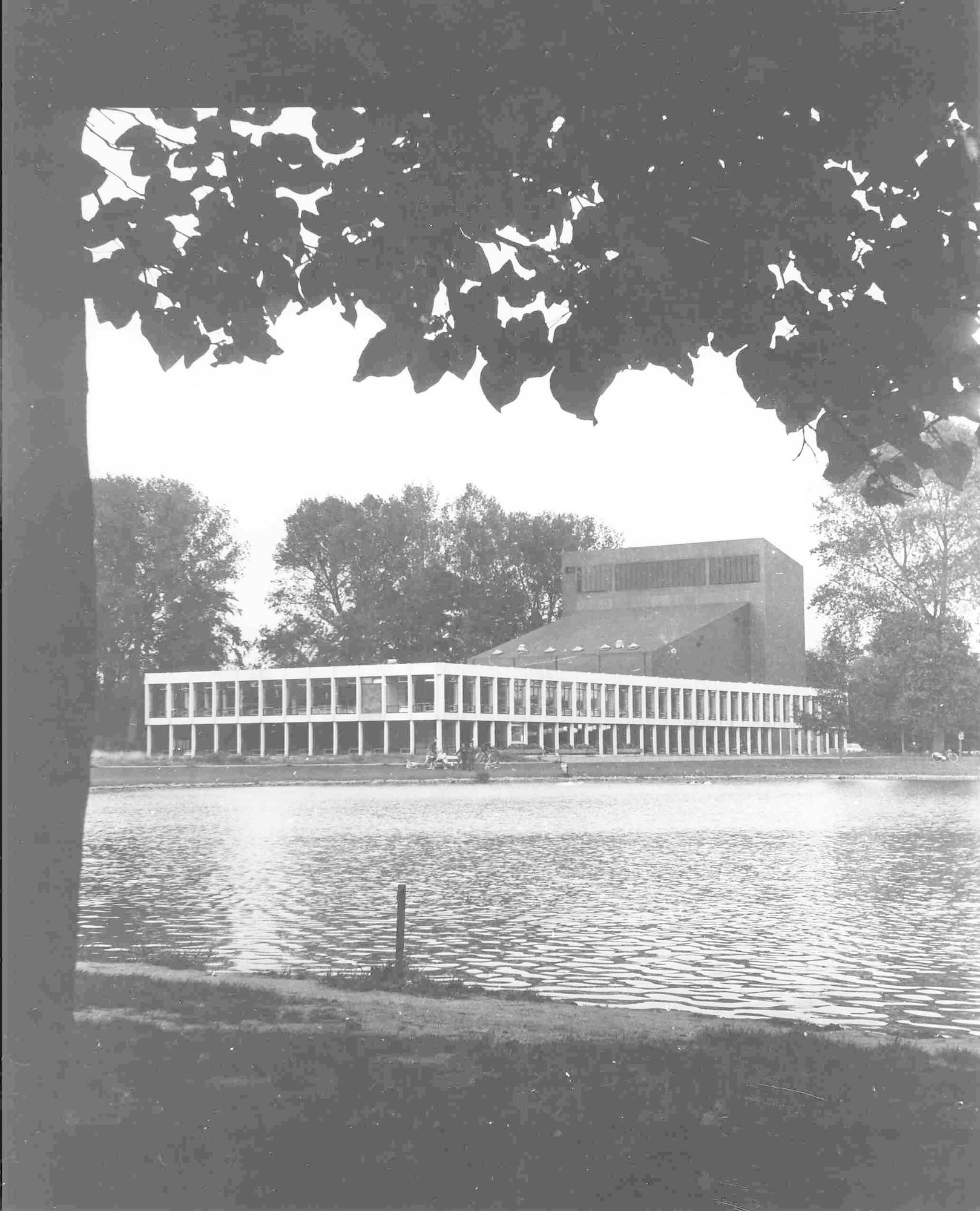
De stadionvijvers lans de Zuiderlaan en de buitengevels van de openbare bibliotheek en het CC De Schakel in de Schakelstraat

De gemeente Waregem trad zelf op als opdrachtgever en coördinator van de ontwikkeling van zowel de publieke als de private delen van het complex. De bouw van het cultuurcentrum werd na een openbare uitbesteding uitgevoerd door de firma Bekaert Building Cie.

### Start van de bouwwerken
De bouw van het cultuurcentrum werd na een openbare uitbesteding uitgevoerd door de firma Bekaert Building Cie. In 1969 ging de firma van start met de grondwerken.
Op 24 april 1970 werd de eerste steen gelegd. Iets meer dan twee jaar later, op zaterdag 16 september 1972 werd het cultuurcentrum De Schakel officieel geopend door prof. Dr. Frans Van Mechelen, toenmalig Minister van Nederlandse Cultuur. Hierdoor is De Schakel een van de oudste cultuurcentra in Vlaanderen.

### Oorspronkelijke ruimten en hun bestemming (1972)
Eugeen Vanassche ontwierp CC De Schakel als een lage, rechthoekige doos met daarbovenop een in zink gehuld volume (de toneeltoren), waarin hij de theaterzaal onderbracht.

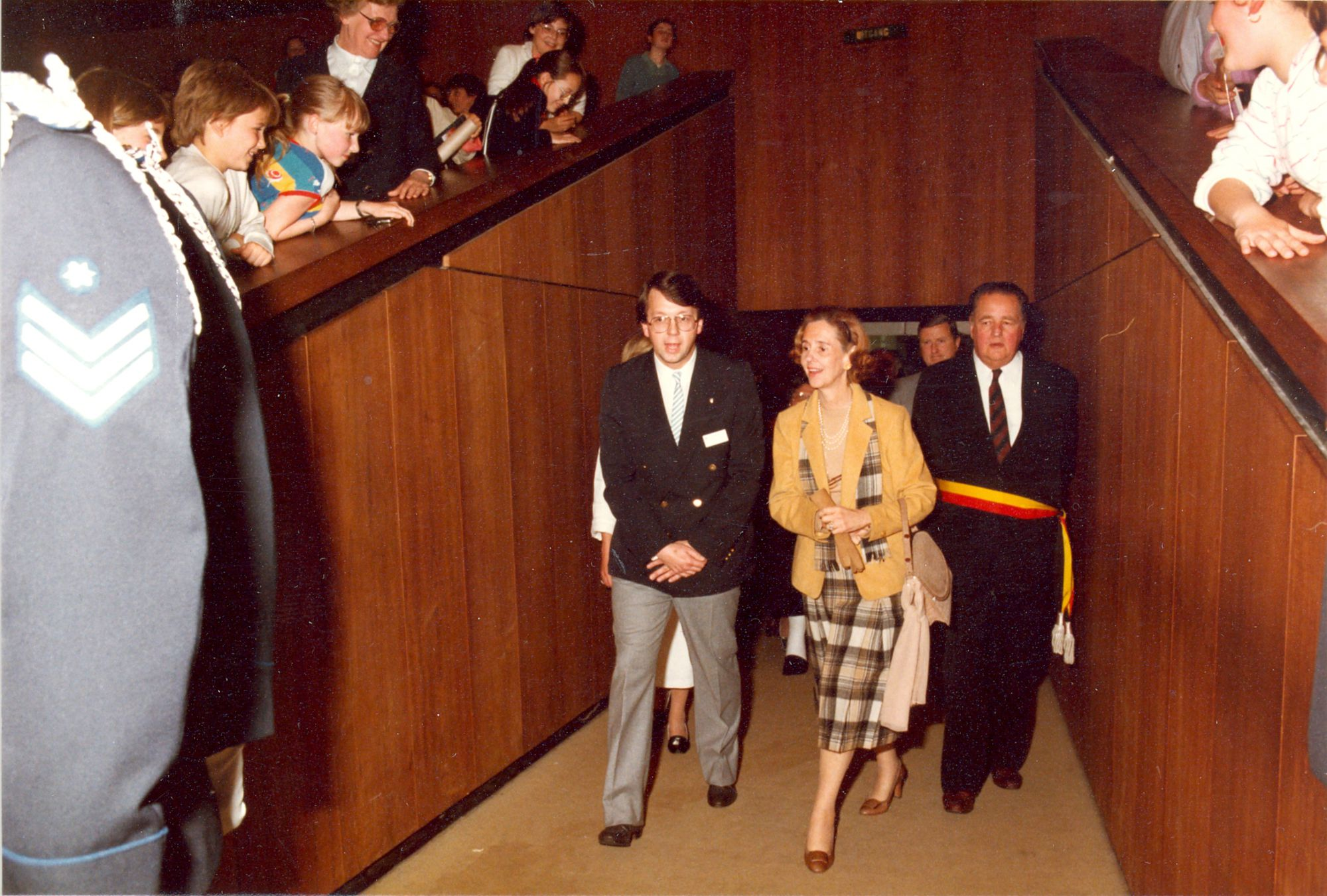
Koningin Fabiola bezoek Waregem - Koningin Fabiola met links jan Vermote (Jaycees) en burgemeester Marcel Coucke (1970 - 1988) in de schouwburg van CC De Schakel

Het gebouw, verdeeld over twee niveaus, bood onderdak aan een schouwburg met 506 zitplaatsen, een tentoonstellingsruimte, een leerkeuken, een bar, een conciërgewoning en verschillende vergaderzalen. In de westelijke hoek van het complex werd een omvangrijke bibliotheek opgenomen die bij de opening over ongeveer 17.000 boeken beschikte.
Al oogde het cultureel centrum vrij eenvoudig, toch was de realisatie ervan toch bijzonder voor die periode. Het gebouw werd modulair opgebouwd met voorgefabriceerde elementen. De strakke ritmering van deze elementen zette de toon voor het hele stadsproject waar het uiteindelijk deel van zou uitmaken.

### Gekende namen
Heel wat gekende namen vonden meermaals hun weg naar het cultuurcentrum: Urbanus, Raf en Mich van Kommil Foo, Freek de Jonge, De Nieuwe Snaar, Jan Decleir, …
Naar aanleiding van een theaterwedstrijd dat werd georganiseerd door de Jaycees Waregem Gaverland (in 1984), mocht het cultuurcentrum een opmerkelijke gast ontvangen. Niemand minder dan koningin Fabiola zaliger sloot er een visite aan Waregem af met een theatervoorstelling.

## Doel

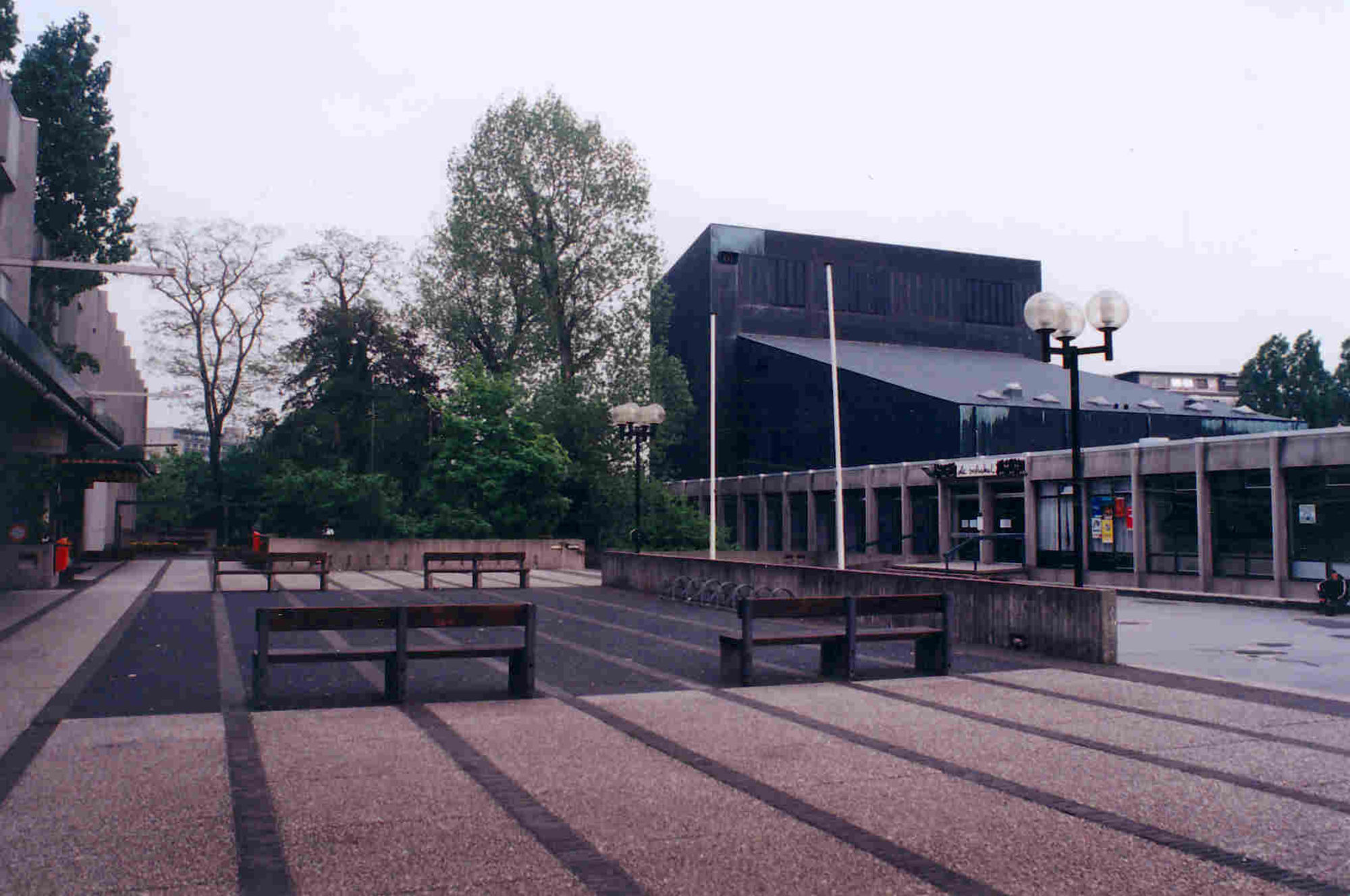
De Esplanade in het Pand, links de officiële ingang van het stadhuis, rechts CC De Schakel in de Schakelstraat

Het initiële doel van het cultuurcentrum in Waregem was om de vele groepen, toneelgezelschappen, muzikanten, kunstenaars, … een centrale plaats te geven waar zij altijd een thuisbasis kunnen vinden. Na vijftig jaar kan nog steeds iedereen zijn of haar plaats hier vinden.
Een tweede en even waardevol doel van CC De Schakel is cultuur (kultuur) op een laagdrempelige manier bij alle lagen van de bevolking krijgen.
Het cultuurcentrum vormt zo letterlijk een schakel tussen de mensen van in en rond Waregem en de cultuurmakers. Daarnaast vormt het ook een schakel tussen het winkel- en administratief centrum, Het Pand en de groenzones en visvijvers rond het sportstadion.

## verbouwingen
De schakel heeft in de loop van de jaren af en toe een interne facelift gekregen. De zalen kregen kleurcodes toegekend. Rond 1987 werd de Oranje zaal akoestisch aangepakt, zodat er kleinere optredens konden plaatsvinden. In de Oranje zaal konden 150 losse stoelen geplaatst worden.
Tien jaar later (1997) werd de schouwburg grondig gerenoveerd. De souffleurbak verdween, er kwam een nieuwe scènevloer en de zitjes in de schouwburg werden vernieuwd.

## 50 jaar De Schakel
In de loop van zijn geschiedenis is De Schakel uit zijn voegen gegroeid en was er een dringende nood aan verandering en ruimte voor verder groei. Naar aanleiding van 50 jaar CC De Schakel wordt het cultuurcentrum volledig aangepakt. De oude bibliotheek verdween uit het cultuurcentrum en maakt plaats voor een gloednieuw cultuurcafé dat uitzicht zal bieden op zowel de vijvers enerzijds als op het vernieuwde Pand anderzijds.

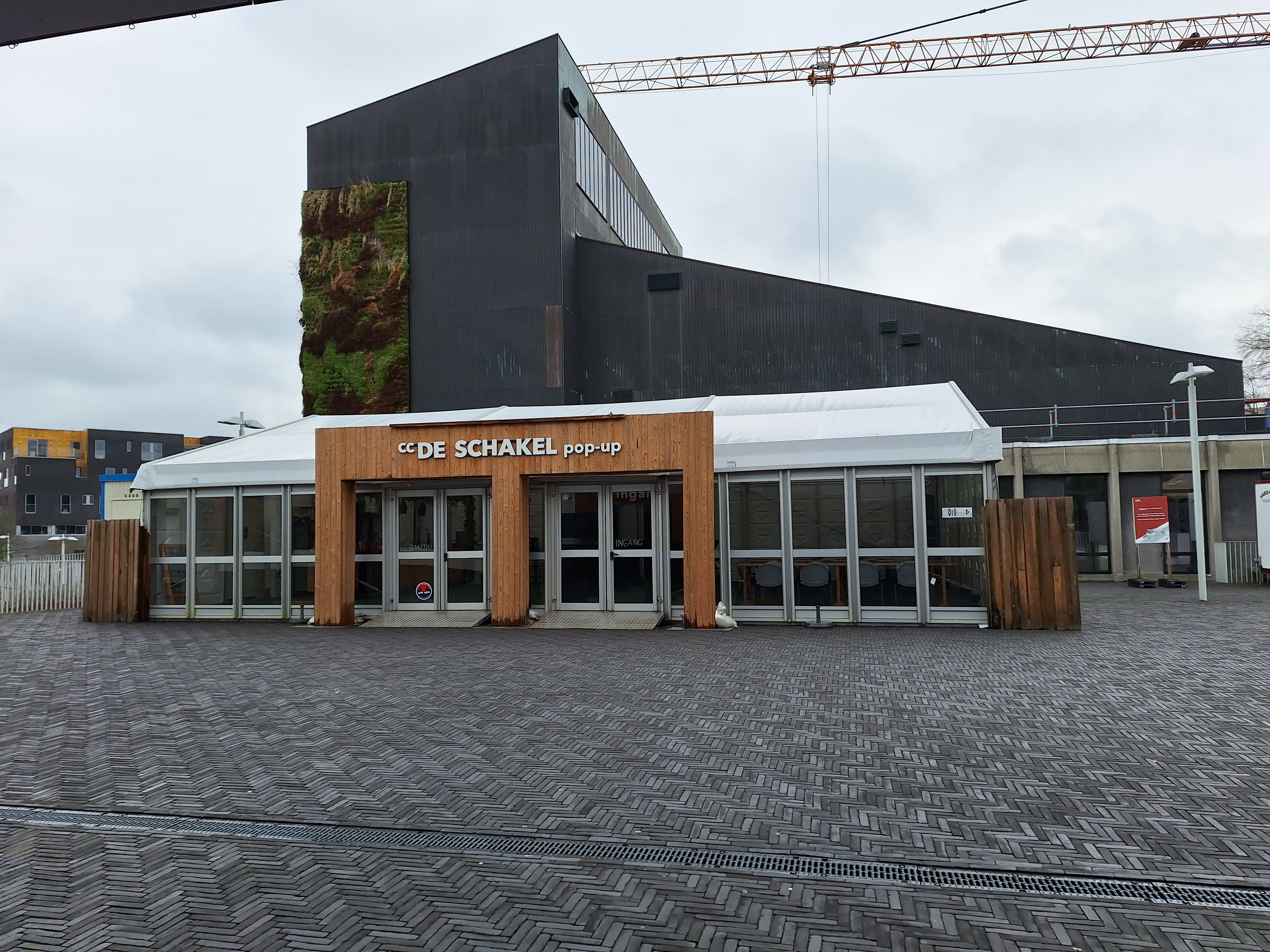
Tijdelijke ingang van cc De Schakel

Oude ruimtes krijgen een nieuwe invulling en nieuwe benamingen. Zo zal de Oranje zaal, die zich onder de schouwburg bevindt, omgebouwd worden tot ‘maak’ ruimte waar artiesten en kunstenaars gebruik van kunnen maken voor het creëren van hun kunst. Het zal ook gebruikt kunnen worden als repetitieruimte.
Er werd gezocht naar ruimte voor de uitbreiding. Wanneer de stad niet wist wat te doen met het leeggekomen bioscoopgebouw, was  De Schakel vragende partij om het deel te laten uitmaken van de groei van het cultuurcentrum.

### De Schakelbox

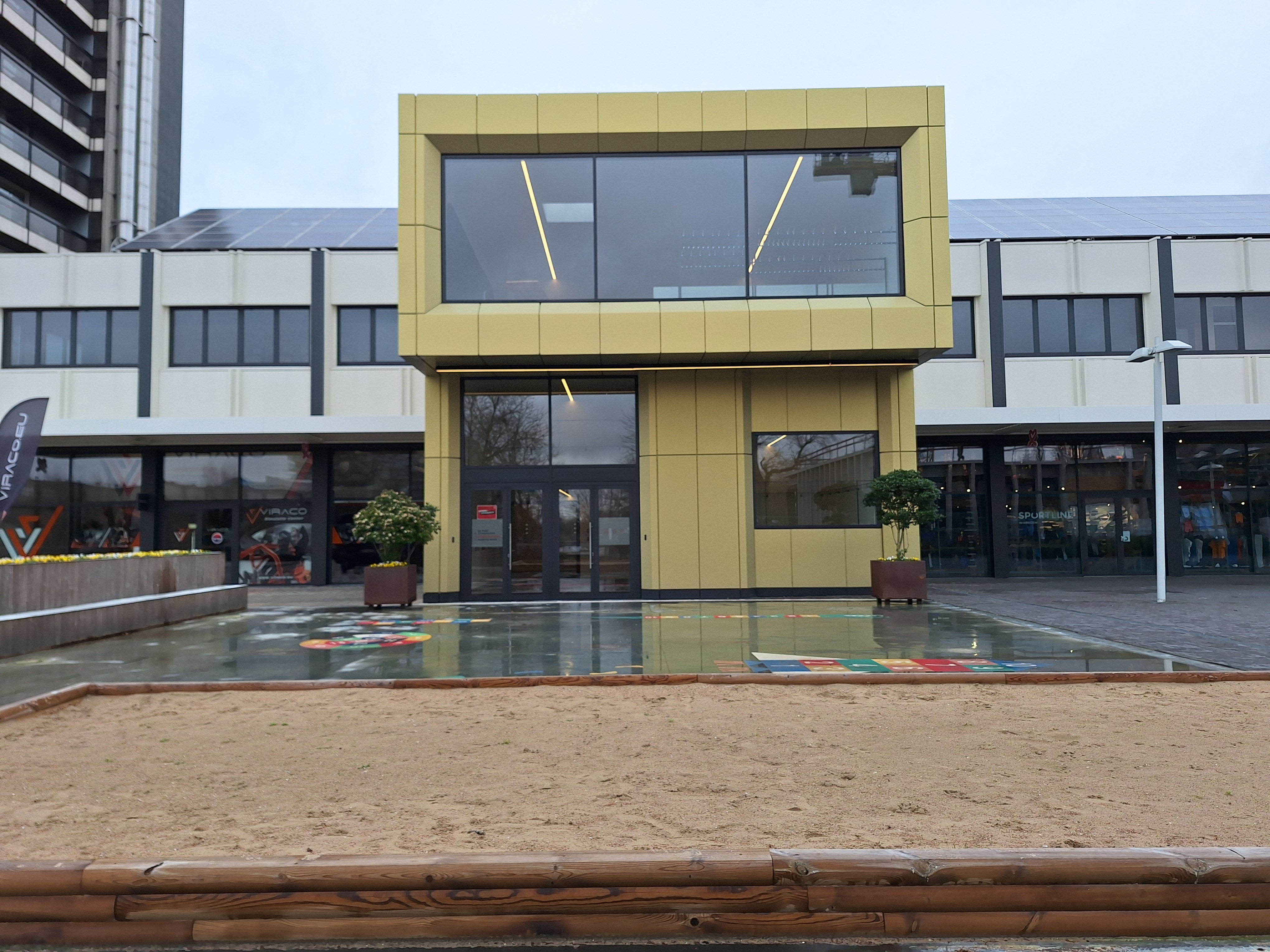
De Schakelbox

De vroegere bioscoop werd omgevormd tot De Schakelbox. In de Schakelbox is zowel een black box (concertzaal) te vinden met een capaciteit van 300 personen en een uitschuifbare tribune (200 personen), een filmzaal die volledig in ere werd hersteld met een idem capaciteit van 200 personen, een gloednieuwe foyer met bar en ruimte voor tentoonstellingen met hedendaagse kunst (Be-Part).
Door de aanwezigheid van de uitschuifbare tribune kan de black box gebruikt worden voor zowel concerten als lezingen, boekvoorstellingen, productvoorstellingen, theater, …
In de bioscoopzaal worden rond de 150 films per jaar getoond. Er worden ook filmpremières georganiseerd zoals bijvoorbeeld ‘Holy Rosita’ van Wannes Destoop.

## Evenementen

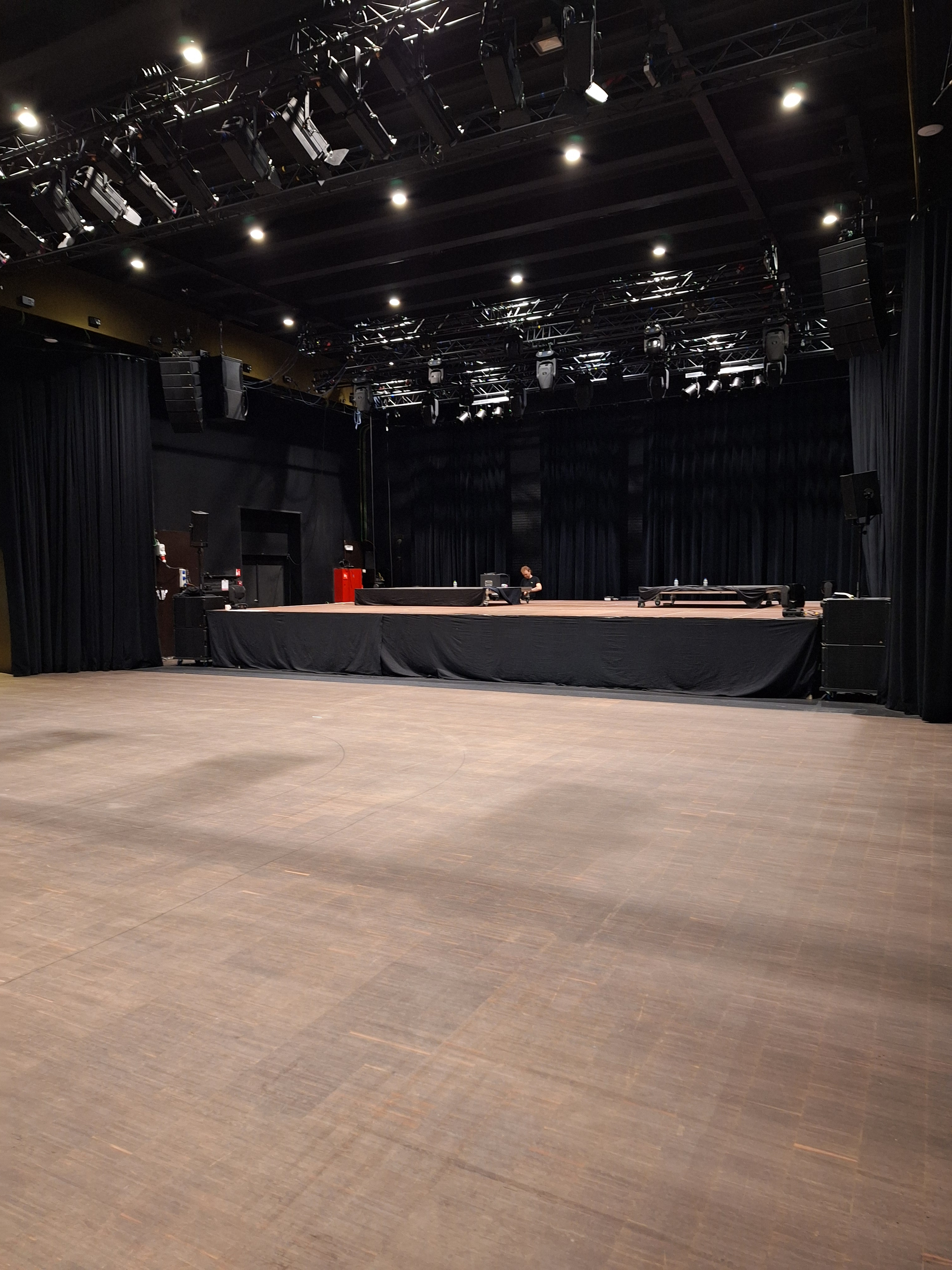
Blackbox - Schakelbox

Naast professionele producties uit de eigen programmatie biedt De Schakel ook ruimte aan lokale verenigingen, zoals De Zingende Sterren.
Er worden kinder- en jeugdkampen georganiseerd.

### De Gaverprijs
Tweejaarlijks organiseert De Schakel, samen met de cultuurraad en het stadsbestuur van Waregem, de Gaverprijs. Deze wedstrijd voor schilderkunst voor jonge kunstenaars wordt beschouwd als de meest vooraanstaande prijs voor kunst in België. Het biedt een platform voor beginnende kunstenaars om hun artistieke relevantie en unieke visuele taal aan een breed publiek te presenteren.

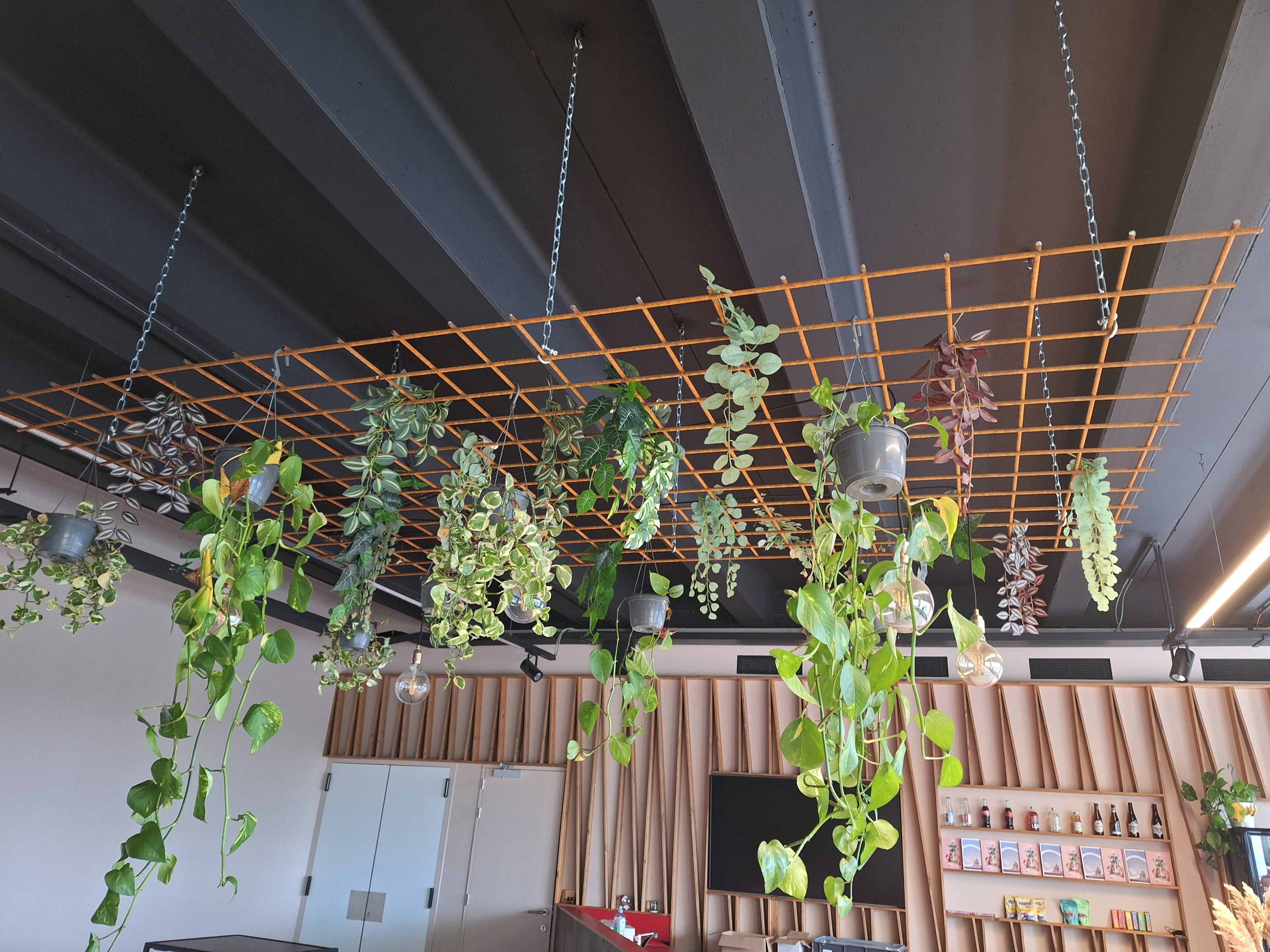
Betonraster als decoratie in de bar van de Schakelbox - afkomstig uit recuperatiemateriaal 2024

#### Alle winnaars (1982 – heden)
| 1e editie  | 1982 | Paul Reniere           | Poperinge  |
| 2e editie  | 1984 | Rita Vansteelandt      | Brussel    |
| 3e editie  | 1986 | Bart Vandevijvere      | Zwevegem   |
| 4e editie  | 1888 | Lucie Pauwels          | Kortrijk   |
| 5e editie  | 1990 | Hans Bruyneel          | Borgerhout |
| 6e editie  | 1995 | Ilse Petillon          | Tiegem     |
| 7e editie  | 1998 | Greet Van Autgaerden   | Mechelen   |
| 8e editie  | 2000 | Katleen Vermeir        | Bornem     |
| 9e editie  | 2002 | Bart Vandenheede       | Zwevegem   |
| 10e editie | 2004 | Stief Desmet           | Gent       |
| 11e editie | 2006 | Ceric Esteram          | Merksem    |
| 12e editie | 2008 | Manor Gruneveld        | Gent       |
| 13e editie | 2010 | Michiel Ceulers        | Waregem    |
| 14e editie | 2012 | Tine Colen             | Berchem    |
| 15e editie | 2014 | Lisa Spillebeen        | Izegem     |
| 16e editie | 2016 | Francis Bekaert        | Tielt      |
| 17e editie | 2018 | Stijn Bastianen        | Merksem    |
| 18e editie | 2020 | William Ludwig Lutgens | Antwerpen  |
| 19e editie | 2022 | Isa D'hondt            | Brugge     |
| 20e editie | 2024 | Ilke Cop               | Anderlecht |